# Формиат кобальта(II)
Формиат кобальта(II) — химическое соединение,
соль кобальта и муравьиной кислоты с формулой Co(HCOO)2,
растворяется в воде,
образует кристаллогидраты — красные кристаллы.

## Физические свойства
Формиат кобальта(II) образует кристаллы
ромбической сингонии,
пространственная группа P bcn,
параметры ячейки a = 0,98839 нм, b = 1,8237 нм, c = 1,80818 нм, Z = 4 .
Растворяется в воде,
не растворяется в этаноле.
Образует кристаллогидрат состава Co(HCOO)2•2H2O — красные кристаллы
моноклинной сингонии,
параметры ячейки a = 0,927 нм, b = 0,716 нм, c = 0,868 нм, β = 97,43°, Z = 8 .

## Химические свойства
- Разлагается при нагревании с образованием пирофорного кобальта:

{\displaystyle {\mathsf {Co(HCOO)_{2}\cdot 2H_{2}O\ {\xrightarrow {>175^{o}C}}\ Co+3H_{2}O+CO_{2}+CO}}}